# Ksénia Godunova de Rússia
Ksénia Boríssovna Godunova de Rússia (en rus Ксения Борисовна Годунова) (1582 - 1622) fou una tsarina de Rússia. Filla del tsar Borís Godunov i de Maria Grigórievna Skuràtova-Bélskaia, i germana de Teodor II de Rússia.

## Compromisos
Fou compromesa en matrimoni amb el príncep Gustau de Suècia, fill del rei Eric XIV i de Karin Månsdotter. Gustau arribà a Moscou el 1600, però el compromís es trencà a causa del seu estil de vida dissipat. Per ordres del tsar, Gustau fou enviat fora de Moscou, però com a compensació rebé el principat d'Úglitx, on hagué de viure en el desterrament.
El 1602 fou compromesa amb el príncep Joan de Dinamarca, però l'octubre d'aquell mateix any Joan emmalaltí de febres i morí abans que es pogués realitzar el matrimoni.

## Cop d'estat
Amb la sobtada mort del seu pare, el seu germà fou proclamat tsar amb setze anys. Tot i que el seu pare havia preparat la successió perquè el seu fill estigués envoltat de poderosos i lleials amics, des del primer moment del regnat es trobà envoltat en una atmosfera de traïció. L'1 de juliol de 1605, els enviats de l'impostor Demetri I el Fals arribaren a Moscou per derrocar-lo, i la seva mare i el seu germà foren assassinats.
Ksénia se'n salvà, però fou violada per Demetri el Fals, i la mantingué al seu palau com a concubina durant cinc mesos, abans que arribés la seva dona Marina Mniszech. Fou enviada al monestir Voskressenski de Belozersk, i fou obligada a prendre els vots monàstics, amb els quals prengué el nom d'Olga. Posteriorment fou traslladada al Monestir Principesc de la Dormició a Vladímir.
Morí el 1622 al Laura de la Santíssima Trinitat i Sant Sergi, als 40 anys.